# Campeonato Mundial de Atletismo de 2015 - 3000 m com obstáculos masculino
A prova dos 3000 metros com obstáculos masculino do Campeonato Mundial de Atletismo de 2015 foi disputada entre 22 e 24 de agosto no Estádio Nacional de Pequim, em Pequim.

## Recordes
Antes desta competição, os recordes mundiais e do campeonato nesta prova eram os seguintes:
| Tipo                  | Atleta              | Tempo   | Local    | Data                  | Ref |
| --------------------- | ------------------- | ------- | -------- | --------------------- | --- |
|                       | Saif Saaeed Shaheen | 7:53.63 | Bruxelas | 3 de setembro de 2004 | ver |
| Recorde do campeonato | Ezekiel Kemboi      | 8:00.43 | Berlim   | 18 de agosto de 2009  | ver |

## Medalhas
| Ouro                 | Prata                   | Bronze               |
| Ezekiel Kemboi (KEN) | Conseslus Kipruto (KEN) | Brimin Kipruto (KEN) |

## Cronograma
Todos os horários são locais (UTC+8).
| Data         | Hora  | Evento        |
| ------------ | ----- | ------------- |
| 22 de agosto | 10:25 | Eliminatórias |
| 24 de agosto | 21:15 | Final         |

## Resultados

### Eliminatórias
Qualificação: Os 3 de cada bateria (Q) e os 6 melhores tempos  (q) avançam para a semifinal. 
| Classificação | Bateria | Atleta                     | Nacionalidade    | Tempo   | Notas |
| ------------- | ------- | -------------------------- | ---------------- | ------- | ----- |
| 1             | 3       | Ezekiel Kemboi             | Quênia           | 8:24,75 | Q     |
| 2             | 3       | Brahim Taleb               | Marrocos         | 8:24,84 | Q     |
| 3             | 3       | Brimin Kipruto             | Quênia           | 8:24,95 | Q     |
| 4             | 3       | Krystian Zalewski          | Polónia          | 8:25,10 | q     |
| 5             | 3       | Daniel Huling              | Estados Unidos   | 8:25,34 | q     |
| 6             | 3       | Hailemariyam Amare         | Etiópia          | 8:25,36 | q     |
| 7             | 2       | Jairus Kipchoge Birech     | Quênia           | 8:25,77 | Q     |
| 8             | 2       | Bilal Tabti                | Argélia          | 8:26,99 | Q     |
| 9             | 2       | Donald Cabral              | Estados Unidos   | 8:27,33 | Q     |
| 10            | 2       | Tolosa Nurgi               | Etiópia          | 8:27,65 | q     |
| 11            | 2       | Hamid Ezzine               | Marrocos         | 8:29,26 | q     |
| 12            | 3       | Hicham Bouchicha           | Argélia          | 8:30,07 | q     |
| 13            | 2       | Dikotsi Lekopa             | África do Sul    | 8:37,43 |       |
| 14            | 2       | Fernando Carro             | Espanha          | 8:38,05 |       |
| 15            | 2       | John Kibet Koech           | Bahrein          | 8:38,62 |       |
| 16            | 2       | Ilgizar Safiullin          | Rússia           | 8:39,58 |       |
| 17            | 1       | Conseslus Kipruto          | Quênia           | 8:41,41 | Q     |
| 18            | 1       | Evan Jager                 | Estados Unidos   | 8:41,51 | Q     |
| 19            | 1       | Matthew Hughes             | Canadá           | 8:41,52 | Q     |
| 20            | 1       | Yoann Kowal                | França           | 8:41,65 |       |
| 21            | 1       | Amor Ben Yahia             | Tunísia          | 8:43,11 |       |
| 22            | 3       | Taylor Milne               | Canadá           | 8:43,47 |       |
| 23            | 3       | Jamel Chatbi               | Itália           | 8:47,30 |       |
| 24            | 1       | Tafese Seboka              | Etiópia          | 8:47,73 |       |
| 25            | 1       | Hicham Sigueni             | Marrocos         | 8:49,73 |       |
| 26            | 1       | Sebastián Martos           | Espanha          | 8:50,20 |       |
| 27            | 1       | Nikolay Chavkin            | Rússia           | 8:51,22 |       |
| 28            | 1       | Abdelhamid Zerrifi         | Argélia          | 8:51,89 |       |
| 29            | 2       | Alex Genest                | Canadá           | 8:52,49 |       |
| 30            | 3       | Halil Akkas                | Turquia          | 8:54,04 |       |
| 31            | 1       | Benjamin Kiplagat          | Uganda           | 8:54,46 |       |
| 32            | 3       | Tumisang Monnatlala        | África do Sul    | 8:55,25 |       |
| 33            | 1       | James Nipperess            | Austrália        | 8:56,01 |       |
| 34            | 2       | Kaur Kivistik              | Estónia          | 8:56,36 |       |
| 35            | 1       | Mitko Tsenov               | Bulgária         | 9:02,72 |       |
| 36            | 2       | Gerald Giraldo             | Colômbia         | 9:16,47 |       |
| 37            | 3       | Hashim Salah Mohamed       | Catar            | 9:17,35 |       |
| 38            | 2       | Sapolai Yao                | Papua-Nova Guiné | 9:51,09 |       |
|               | 3       | Roberto Aláiz              | Espanha          | DNF     |       |
|               | 3       | Jeroen D'Hoedt             | Bélgica          | DNS     |       |
|               | 2       | Mohamed Ismail Ibrahim     | Djibuti          | DNS     |       |
|               | 1       | Nelson Kipkosgei Cherutich | Bahrein          | DNS     |       |

### Final
A final ocorreu às 21:15.
| Classificação     | Atleta                 | Nacionalidade  | Tempo   | Notas |
| ----------------- | ---------------------- | -------------- | ------- | ----- |
| Medalha de ouro   | Ezekiel Kemboi         | Quênia         | 8:11,28 |       |
| Medalha de prata  | Conseslus Kipruto      | Quênia         | 8:12,38 |       |
| Medalha de bronze | Brimin Kipruto         | Quênia         | 8:12,54 |       |
| 4                 | Jairus Kipchoge Birech | Quênia         | 8:12,62 |       |
| 5                 | Daniel Huling          | Estados Unidos | 8:14,39 |       |
| 6                 | Evan Jager             | Estados Unidos | 8:15,47 |       |
| 7                 | Brahim Taleb           | Marrocos       | 8:17,73 |       |
| 8                 | Matthew Hughes         | Canadá         | 8:18,63 | SB    |
| 9                 | Krystian Zalewski      | Polónia        | 8:21,22 | SB    |
| 10                | Donald Cabral          | Estados Unidos | 8:24,94 |       |
| 11                | Hamid Ezzine           | Marrocos       | 8:25,72 |       |
| 12                | Hailemariyam Amare     | Etiópia        | 8:26,19 |       |
| 13                | Bilal Tabti            | Argélia        | 8:29,04 |       |
| 14                | Hicham Bouchicha       | Argélia        | 8:33,79 |       |
| 15                | Tolosa Nurgi           | Etiópia        | 8:44,81 |       |

Legenda
| Recorde mundial       | Recorde mundial (World record)               |                       | Recorde africano                      | Recorde africano (African) |                                           | Q | Classificado por posição (Qualified) |
| Recorde do campeonato | Recorde do campeonato (Championship record)  | Recorde da América    | Recorde da América (Americas)         | q                          | Classificado por melhor tempo (Qualified) |   |                                      |
| Melhor marca do ano   | Melhor marca do ano (World leading)          | Recorde asiático      | Recorde asiático (Asian)              | DNS                        | Não largou (Did not start)                |   |                                      |
| Recorde nacional      | Recorde nacional (National record)           | Recorde europeu       | Recorde europeu (European)            | DNF                        | Não terminou (Did not finish)             |   |                                      |
| Recorde pessoal       | Recorde pessoal do atleta (Personal best)    | Recorde da Oceania    | Recorde da Oceania (Oceania)          | DSQ / DQ                   | Desclassificado (Disqualified)            |   |                                      |
| Recorde da temporada  | Recorde da temporada do atleta (Season best) | Recorde sul-americano | Recorde sul-americano (South America) | NM                         | Sem marca (No mark)                       |   |                                      |